# Guenizah afghane

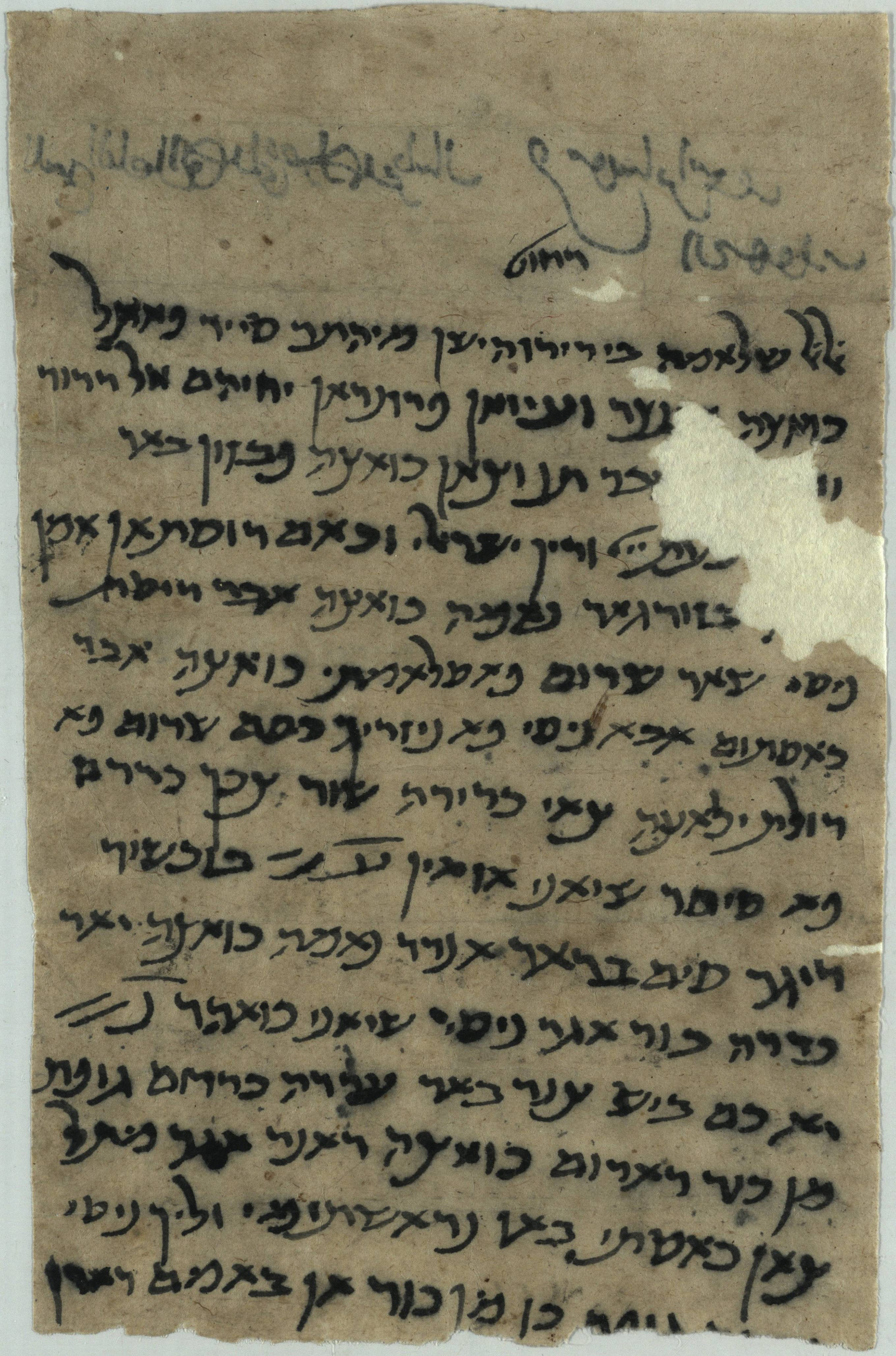
Une lettre de la Guenizah afghane.

La Guenizah Afghane est une collection de nombreux fragments de manuscrits juifs trouvés dans des grottes en Afghanistan. 
Les manuscrits sont écrits en hébreu , araméen, Judéo-arabe et judéo-persan, qui sont en lettres hébraïques. Ils ont été trouvés dans des grottes qui avaient été utilisées comme cachettes par des talibans.
En 2013, la Bibliothèque nationale d'Israël a annoncé qu'elle avait acheté 29 de ces pages vieilles de 1 000 ans.